# Montpezat-sous-Bauzon
Montpezat-sous-Bauzon è un comune francese di 835 abitanti situato nel dipartimento dell'Ardèche della regione dell'Alvernia-Rodano-Alpi.

## Società

### Evoluzione demografica
Abitanti censiti